# Prosper Chartier
Pour les articles homonymes, voir Chartier.
Prosper Chartier, né le 28 août 1804 à Douai et mort le 2 mars 1864 à Douai, est un industriel de la verrerie, maire de Douai de 1847 à 1848 et sous-préfet.

## Biographie
Prosper Chartier est le fils de Marie Françoise Ledendart et de Pierre François Chartier, industriel verrier installé à Douai
— rue Saint-Michel en venant de la porte Morel — dans une verrerie fondée à la fin du XVIIIe siècle, la verrerie de Bacquehem, la première autorisée à Douai. Le père possède une autre verrerie à Aniche,[réf. à confirmer].
En 1823, Prosper Chartier est admis premier à l'École polytechnique pour démissionner l’année suivante, n’achevant pas son cycle d’études. Puis, il s'associe à un autre industriel, un certain M. Dupouy, pour exploiter une verrerie à Dunkerque.
Il épouse Félicie, fille du général d'Empire Louis Joseph Lahure, dont le nom est inscrit sur le pilier sud de l'arc de triomphe de l'Étoile à Paris.
Une ordonnance royale du 25 mars 1842 autorise Prosper Chartier à établir dans sa propriété du quartier de Frais-Marais, à Douai, « deux fours de verrerie propres à la fabrication des verres et des bouteilles ».
Il est président du Conseil de prud'hommes en 1846, conseiller municipal de Douai la même année, puis maire de Douai de 1847 à 1848.
Le 18 novembre 1848, Prosper Chartier démissionne de son poste de président de l'administration provisoire de Douai à la suite d’une mise en cause par le conseil municipal concernant une « somme de 10 000 francs avancée à l'industrie » qui doit rester à la charge de Prosper Chartier et de ses deux adjoints. Chartier rembourse le « montant intégral des sommes contestées » en même temps qu'il remet sa démission,.
Il est ensuite nommé sous-préfet.

## Hommages
À Douai, un arrêté municipal du 4 janvier 1985 attribue son nom à une rue située entre la rue Conflans-Sainte-Honorine et la rue de la Verrerie.